# タンタンの長編アニメーション映画
タンタンの長編アニメーション映画（タンタンのちょうへんアニメーションえいが）では、ベルギーの漫画家エルジェによる漫画（バンド・デシネ）『タンタンの冒険』を題材とした長編アニメーション作品について記す。ベルギーのベルヴィジョン・スタジオにて、全2作品が制作された。

## タンタンの冒険旅行 太陽の神殿
- 制作年：1969年
- 制作国：ベルギー、フランス、スイス合作
- 原作・監修：エルジェ
- 監督：エディ・ラテスト
- 脚本：エディ・ラテスト、エルジェ、ミシェル・レニエ
- 撮影：フランソワ・レオナール
- 音楽：フランソワ・ローベ（en:François Rauber）
- 挿入歌作詞・作曲（劇中曲）：ジャック・ブレル（en:Jacques Brel）

タンタンの冒険の中の「ななつの水晶球」と「太陽の神殿」の2冊を原作とする劇場版長編アニメーション。基本的な進行は原作に沿っているが、原作にはない登場しない王の娘（王女）が登場する。
- フランス語タイトル：『Tintin et le temple du Soleil』
- 英語タイトル：『Tintin and the Temple of the Sun』
- 日活版タイトル：『タンタンの冒険旅行 太陽の神殿』
- カートゥーン ネットワーク版タイトル：『タンタンの冒険 ななつの水晶球と太陽の神殿』

## タンタンの冒険旅行 湖底のひみつ基地
- 制作年：1972年
- 制作国：ベルギー、フランス、スイス合作
- 監督：レイモン・ルブラン
- 脚本：ミシェル・レニエ
- 撮影：フランソワ・レオナール
- 音楽：フランソワ・ローベ

エルジェの原作には存在しない完全オリジナル作品。
湖底にあるビーカー教授の屋敷兼ラボに招待されたタンタン一行であったが、教授が開発したという装置を悪の組織に狙われ、地元の子供たちも危機にさらされる中、タンタンが悪の組織に挑むというストーリー。
- フランス語タイトル：『Tintin et le lac aux requins』
- 英語タイトル：『Tintin and the Lake of Sharks』
- 日活版タイトル：『タンタンの冒険旅行 湖底のひみつ基地』
- カートゥーン ネットワーク版タイトル：『タンタンの冒険 呪われた湖の謎』

## 日本語版について
日本では1989年、『タンタンの冒険旅行 太陽の神殿』のVHSが発売され、翌1990年には『タンタンの冒険旅行 湖底のひみつ基地』のVHSも発売された。発売元はいずれも日活で、日本語吹替版であった。
その後2000年から2002年にかけて、カートゥーン ネットワークで上記2作品が放映された。邦題および翻訳は日活版から変更され、声優も一部を除いてネルバナ・Ellipse制作のアニメ『タンタンの冒険』に準じたキャストへと一新されている。
2007年4月、シネフィル・イマジカから「タンタンの冒険旅行〈劇場版アニメーション〉メモリアルDVD-BOX」が発売された。これはエルジェ生誕100周年を記念しての限定発売。なお、2002年にカートゥーン ネットワークで放映されたベルヴィジョン・スタジオ製作の旧TVシリーズを約1時間に編集した『ビーカー教授事件』も入っている。特典映像としてカートゥーン ネットワークで放映された「太陽の神殿」でカットされた一晩森で過ごす時にソリーノが歌うシーンが収録されている。
| キャラクター           | 日活版     | カートゥーン ネットワーク版 |
| ---------------------- | ---------- | --------------------------- |
| タンタン               | 三ツ矢雄二 | 草尾毅                      |
| ハドック船長           | 内海賢二   | 内海賢二                    |
| ビーカー教授           | 槐柳二     | 辻村真人                    |
| トンプソン（デュポン） | 上田敏也   | 永井一郎                    |
| トマソン（デュボン）   | 石井敏郎   | 永井一郎                    |
| ソリーノ               | 田中真弓   | 津村まこと                  |
| ニコ                   | 横沢啓子   | 浅野まゆみ                  |
| ヌーシュカ             | 不明       | 三浦智子                    |